# Trischiza agaricolarum
Trischiza agaricolarum är en stekelart som först beskrevs av Anders Gustav Dahlbom 1842.  Trischiza agaricolarum ingår i släktet Trischiza, och familjen glattsteklar. Arten är reproducerande i Sverige.